# Odznaka Honorowa Meritis pro Familia
Odznaka Honorowa Meritis pro Familia – jednostopniowe polskie resortowe odznaczenie cywilne, nadawane przez ministra właściwego do spraw rodziny, ustanowione rozporządzeniem Rady Ministrów z dnia 4 czerwca 2020 roku.

## Przeznaczenie
Odznaka jest zaszczytnym, honorowym wyróżnieniem przyznawanym osobom fizycznym, a także organizacjom oraz instytucjom za zasługi w  zakresie spraw objętych działem administracji rządowej – rodzina.

## Zasady nadawania
Odznakę nadaje minister właściwy do spraw rodziny z własnej inicjatywy lub na wniosek:
- ministra;
- kierownika urzędu centralnego;
- posła lub senatora;
- terenowego organu administracji rządowej lub organu jednostki samorządu terytorialnego.

Odznakę wręcza minister właściwy do spraw rodziny lub osoba przez niego upoważniona w okolicznościach zapewniających uroczysty charakter wręczenia. Odznaka może być nadana tej samej osobie fizycznej, organizacji lub instytucji tylko raz.

## Opis odznaki
Odznakę stanowi okrągły medal o średnicy 36 mm wykonany z metalu w kolorze brązu, patynowany, z wrzecionowatym uszkiem i kółkiem do zawieszenia. Na stronie licowej, pośrodku, na tle wizerunku pnia dębu - drzewa będącego symbolem mocy rodziny, jej przeszłości, trwania i przyszłości, widnieją wyrastające z niego stylizowane dwa liście i trzy żołędzie, które są symbolem owocnej miłości w rodzinie. Wzdłuż dolnej krawędzi medalu umieszczony jest wypukły, majuskułowy napis MERITIS PRO FAMILIA. Na stronie odwrotnej, na tle z przenikających się kręgów, symbolu wzajemnego oddziaływania w rodzinie, między wypukłym, majuskułowym napisem u góry z prawej RZECZPOSPOLITA a napisem POLSKA u dołu widnieje skośnie położona stylizowana gałązka wawrzynu symbolizująca zasługę.
Odznaka jest zawieszona na wstążce z rypsu w kolorze brązowym o szerokości 38 mm, z dwoma złocistymi prążkami o szerokości 3 mm biegnącymi w takiej samej odległości od krawędzi oraz trzema takimi samymi prążkami o szerokości i mm, przechodzącymi przez środek w odległości 1 mm od siebie, co odzwierciedla symbolikę lica odznaki.
Odznakę nosi się na lewej stronie piersi, po orderach i odznaczeniach państwowych.